# Ananaskaka

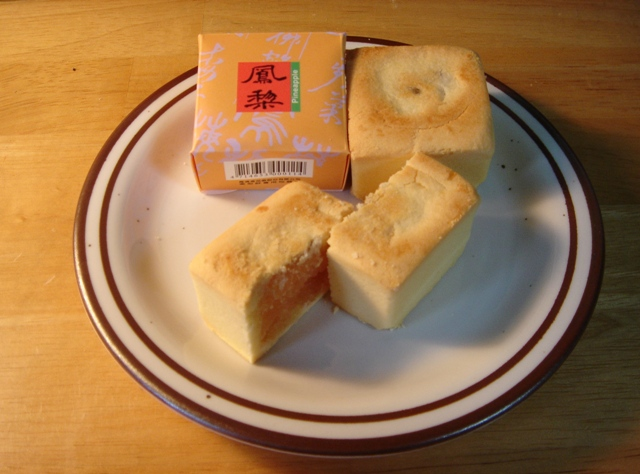

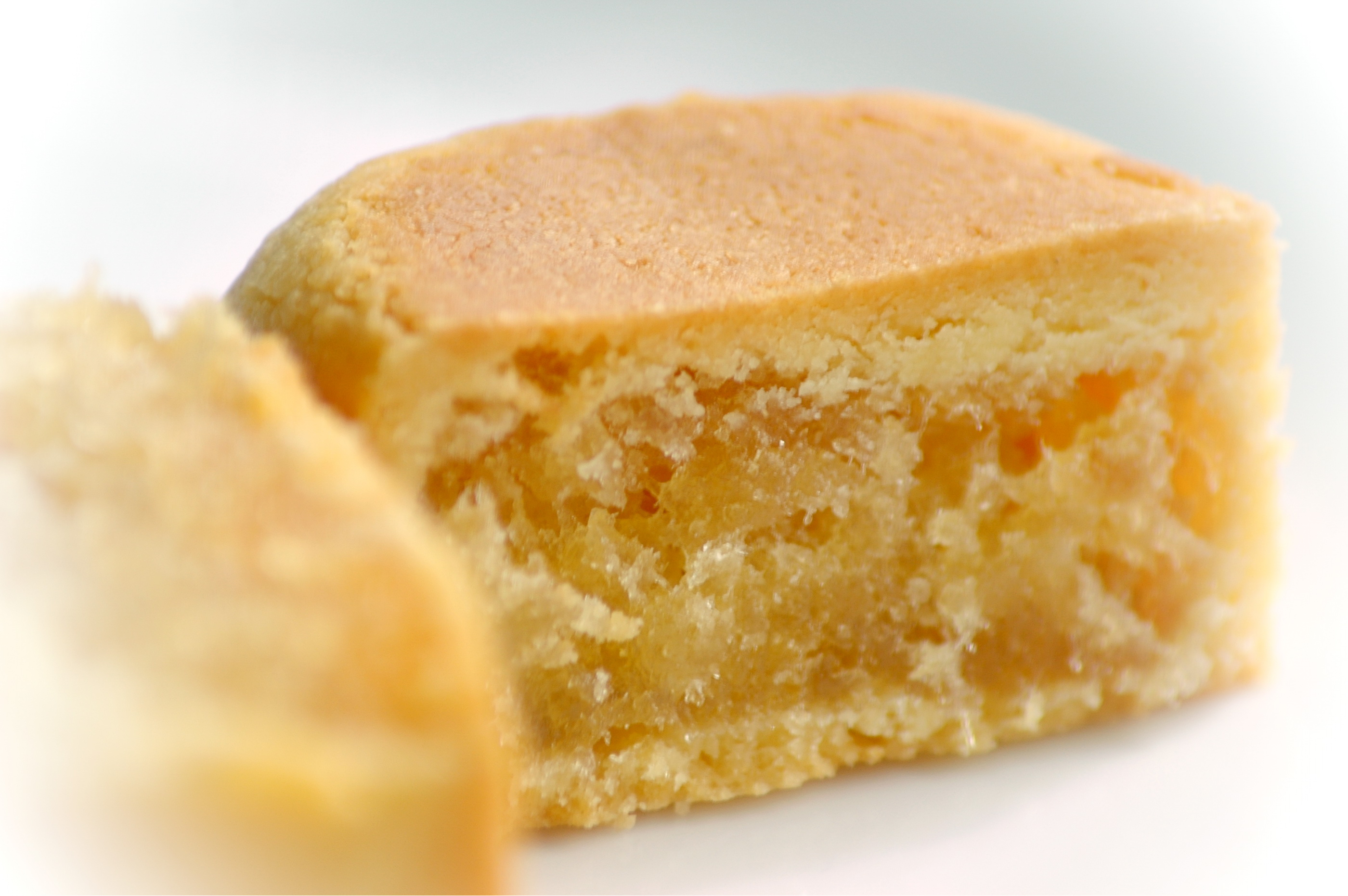

Ananaskaka (kinesiska 鳳梨酥, pinyin fènglí sū) är en traditionell dessert i Taiwan. Ingredienser är mjöl, smör, socker, ägg, vintermelon (vintermelon gör att ananaskakan inte blir för klibbig) och ananassylt. Ananas betyder lycka, därför ger många människor ananaskakor som gåva till vänner eller familj på helgdagar.